# مانوهلا دارغيس
مانوهلا جون دارغيس (بالإنجليزية: Mahnola June Dargis)‏ هي ناقدة سينمائية أمريكية. وتعتبر واحدة من كبار نقاد السينما في صحيفة نيويورك تايمز. وصلت إلى النهائيات خمس مرات لجائزة بوليتزر عن فئة النقد.

## الحياة المهنية
قبل أن تصبح ناقدة سينمائية لصحيفة نيويورك تايمز، كانت دارغيس ناقدًا سينمائيًا رئيسيًا لصحيفة لوس أنجلوس تايمز ومحرر الفيلم في إل أي ويكلي، وناقدًا سينمائيًا في ذي فيليج فويس حيث كان لديها عمودان عن السينما الطليعية («التيارات المضادة» و «ممر الصدمة»). تم تضمين أعمالها في عدد من الكتب، بما في ذلك «النساء والأفلام: قارئ البصر والصوت» و «نقاد السينما الأمريكية: مختارات من الأفلام الصامتة إلى الآن» حتى الآن التي نشرتها مكتبة أمريكا. كتبت دراسة عن فيلم إل ايه سري للغاية للمخرج كورتيس هانسون لصالح معهد الفيلم البريطاني وشغلت منصب رئيسة ونائبة رئيس جمعية نقاد السينما في لوس أنجلوس.
حصلت دارغيس في عام 2012 على جائزة نيلسون أ. روكفلر من الجامعة الحكومية في نيويورك في بيرتشايس. والجائزة بحسب الكلية «تقدم للأفراد الذين تميزوا من خلال مساهماتهم في الفنون». إختارها مات بارون من مجلة كومبلكس في عام 2013 كثامن أعظم ناقد سينمائي على الإطلاق. وكانت أيضًا من ضمن المرشحين النهائيين لجائزة بوليتزر عن فئة النقد عام 2013 و2015 و2016 و2018 و2019.

## التفضيلات

### الأفلام المفضلة
شاركت دارغيس في استطلاع أفضل 50 من أفلام قائمة البصر والصوت في كل الأوقات في عام 2012 حيث أدرجت أفلامها العشرة المفضلة:
- أو هاسارد بالتازار (فرنسا، 1966)
- باري ليندون (الولايات المتحدة الأمريكية، 1975)
- زهور شنغهاي (تايوان، 1998)
- زهور القديس فرنسيس (إيطاليا، 1950)
- العراب: الجزء الثاني (الولايات المتحدة الأمريكية، 1974)
- طعنات صغيرة في السعادة (الولايات المتحدة الأمريكية، 1959-1963)
- ماسكولين فمينين (فرنسا، 1966)
- ستسيل الدماء (الولايات المتحدة الأمريكية، 2007)
- لمسة من الشر (الولايات المتحدة الأمريكية، 1958)
- ساحر اوز (الولايات المتحدة الأمريكية، 1939)

### أفضل فيلم في السنة
- 2004 - فتاة المليون دولار
- 2005 - تاريخ من العنف
- 2006 - جيش الظلال
- 2007 - ستسيل الدماء
- _2008 - هابي غو لاكي
- 2009 - لا تصنيف
- 2010 - لا تصنيف
- 2011 - شعر
- 2012 - الحب
- 2013 - لمسة الخطيئة
- 2014 - صبا
- 2015 - (تعادل) القاتل؛ ماد ماكس: فيوري رود
- 2016 - فيلم لا منزل
- 2017 - دونكيرك
- 2018 - روما
- 2019 - ألم ومجد
- 2020 - مارتن إيدن
- 2021 - قودي سيارتي

## الحياة الشخصية
نشأت دارغيس في إيست فيليج في مانهاتن، وأظهرت حبًا مبكرًا للأفلام من خلال الحضور المنتظم في «سينما ومسرح سان ماركو 80». تخرجت من «ثانوية هانتر» وحصلت على درجة البكالوريوس في الآداب من الجامعة الحكومية في نيويورك في بيرتشايس في يناير 1985. حصلت على ماجستير الآداب في دراسات السينما عام 1988 من كلية الدراسات العليا للفنون والعلوم في جامعة نيويورك. تزوجت دارغيس من خبير النبيذ لو أمدور عام 1994. ويعيشان في لوس أنجلوس.